# 観光情報
観光情報（かんこうじょうほう）は、一般的に観光に関する情報、ないしは、観光を行なう（ないし、行なおうとする）人間が必要とする情報。
「観光情報」と「観光情報以外の情報」を区分して論じる必然性を説明するものは観光情報研究者からは提示されていない。その理由の一つは情報概念が情報研究者（西垣通等）から提示されていることに比べて観光概念が不明確であるからである。規範性が求められ概念規定の記述に厳しい法律用語としての「観光」については、旧観光基本法の実質立案作業を行っていた衆議院法制局において、世間で使われているものと同じ意味であるとして定義づけを断念している。観光政策審議会等観光の定義を試みる説の最大公約数的なものは、日常と非日常の違い求めるヒトの動きとしており、旧観光基本法の中央集権的条項に反対をした佐伯宗義は「観光事業とは地域の個性の発揮」としている。D.マキャーネルも「観光客が実践的レベルにおいて「差異のユートピア」になりえるかは、最終的には他者性を根本的に他なるものとして、認識、受容できるかにかかっている」としているようにこれらの説にあっては、字句としての観光と情報は極めて親和的であるということになり、有山輝雄が「マスメディア・システム、インターネット・システムときわめて相性がいい」としたように、違いを求める観光と、情報、マスコミも、それぞれ極めて相性がいいということになる。